# 高松歴史文化道
高松歴史文化道（たかまつれきしぶんかどう）は、四国歴史文化道に指定されている香川県の観光モデル地域。高松市とさぬき市と坂出市 が対象。テーマは「瀬戸の歴史と城下町」。

## 名所
| 名所                     | 位置                         | 語り部                               | 語り部案内料 | 備考 |
| ------------------------ | ---------------------------- | ------------------------------------ | ------------ | --- |
| 高松城跡                 | 香川県高松市玉藻町2-1        | 高松市観光ボランティアガイド協会会員 | 無料         | 別名玉藻城。瀬戸内海の海水を堀に引き込んだ日本三大水城の一つ。                                                                                   |
| 香川県立ミュージアム     | 香川県高松市玉藻町5-5        | 学芸課職員                           |              | 古代から現代に至る香川の変遷を幅広く紹介しています。                                                                                             |
| 栗林公園                 | 香川県高松市栗林町1-20-16    | 栗林公園ボランティアガイド協会会員   | 無料         | 生駒家から松平家へ、築庭に百年余を費やした池泉回遊式の大名庭園。春と秋のライトアップが美しい。2009年には観光ミシュランガイドで三星に選定された。 |
| 法然寺とお成り街道       | 香川県高松市仏生山町甲3215   | 法然寺住職、修行僧、地元世話人       |              | 法然寺は高松藩松平家の菩提寺。近くの仏生山の街並みは当時の面影が見られる。                                                                       |
| 屋島寺                   | 香川県高松市屋島東町1808     |                                      |              | 四国八十八箇所霊場第八十四番札所。 |
| 源平合戦の舞台屋島       | 香川県高松市屋島             | 高松市観光ボランティアガイド協会会員 | 無料         | 屋島山上からは瀬戸内海の景色が望める、夜景も楽しめるドライブウェイからは那須与一の扇の的などのエピソードがのこる壇ノ浦古戦場が望める。           |
| 檀ノ浦古戦場             | 香川県高松市牟礼町など       |                                      |              | 那須与一が扇の的を射るために馬を立たせた駒立岩や海辺の防御に使用したと言われる総門の遺跡などがあります。                                         |
| 四国村（四国民家博物館） | 香川県高松市屋島中町91       |                                      |              | 四国各地から貴重な民家を移築復元している。 |
| 長い歴史の男木島灯台     | 香川県高松市男木島           |                                      |              | 古い灯台がある。 |
| 桃太郎伝説の女木島       | 香川県高松市女木島           |                                      |              | 桃太郎伝説が残る島。 |
| 国分寺                   | 香川県高松市国分寺町国分2065 |                                      |              | 四国八十八箇所霊場第八十番札所。 |
| 石の民俗資料館           | 香川県高松市牟礼町牟礼1810   | 資料館職員                           |              | 庵治石の切り出し、運搬方法や加工用具を展示。 |
| 平賀源内記念館           | 香川県さぬき市志度587-1      |                                      |              | 蘭学者として有名な平賀源内が発明したエレキテルなどゆかりの品々を展示。                                                                           |
| 志度寺                   | 香川県さぬき市志度1102       |                                      |              | 四国八十八箇所霊場第八十六番札所、謡曲『海人』で知られる「海女の玉取り伝説」が伝えられている。                                                   |

## ギャラリー

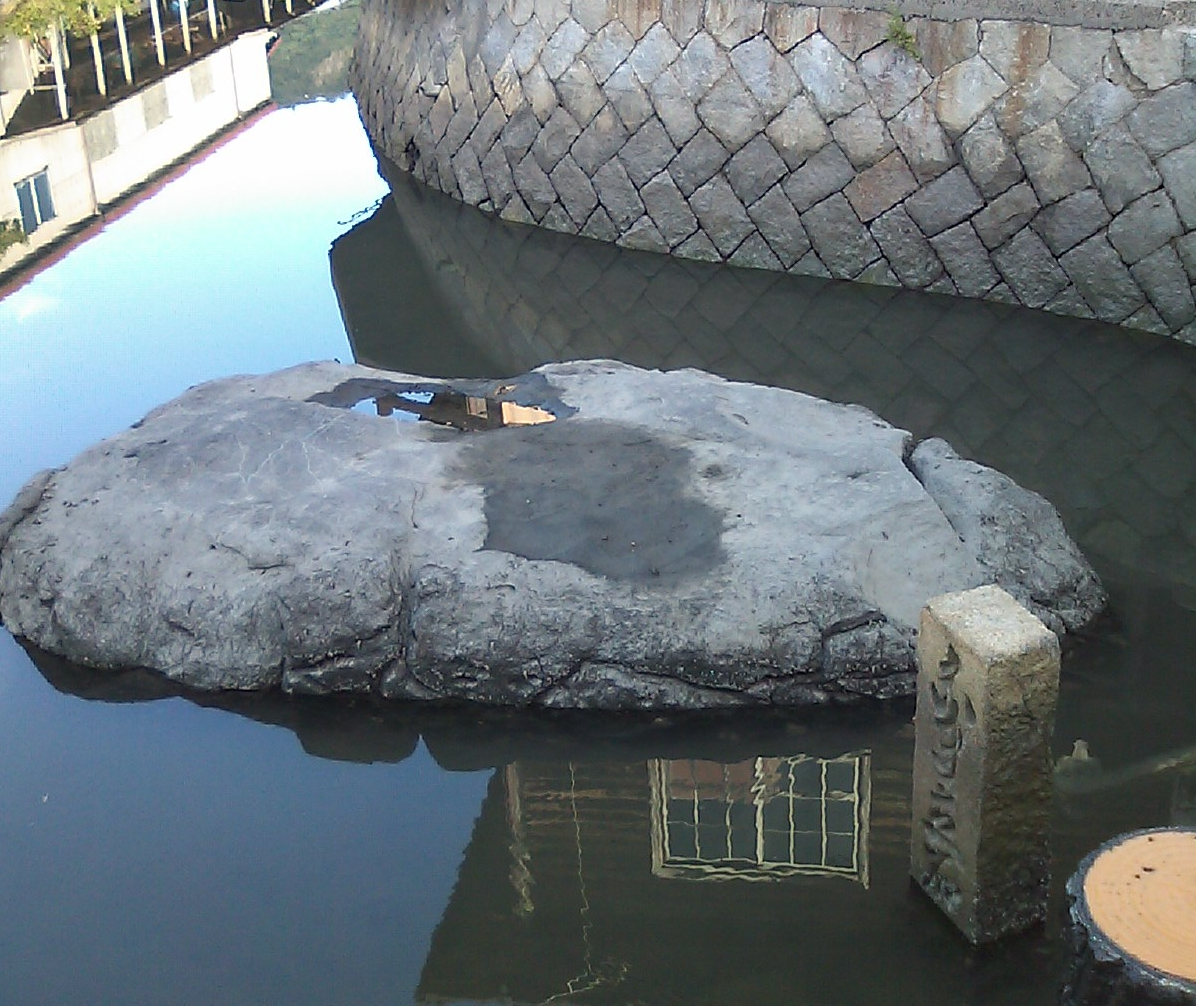
駒立岩　檀ノ浦古戦場
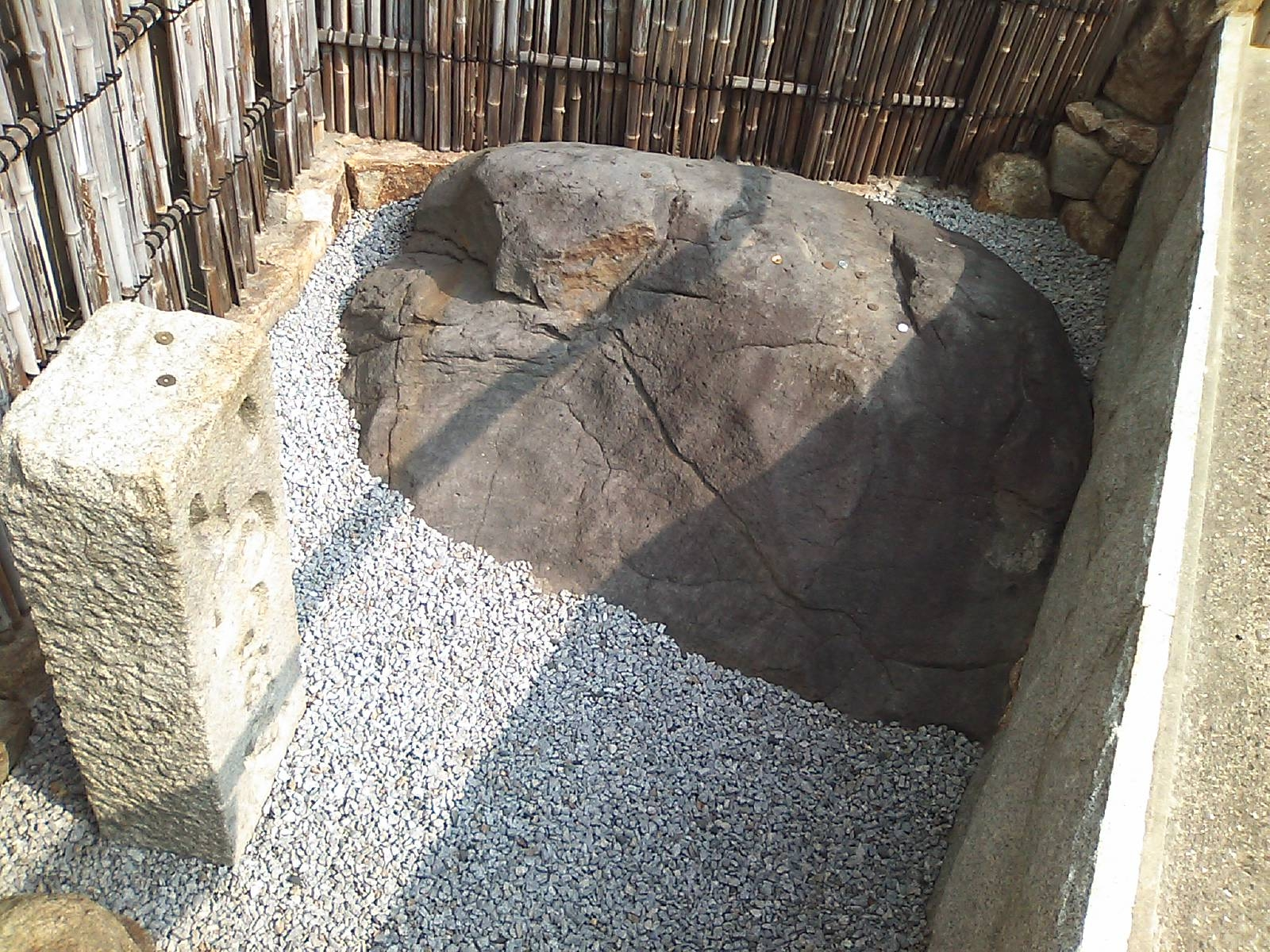
祈り岩　檀ノ浦古戦場
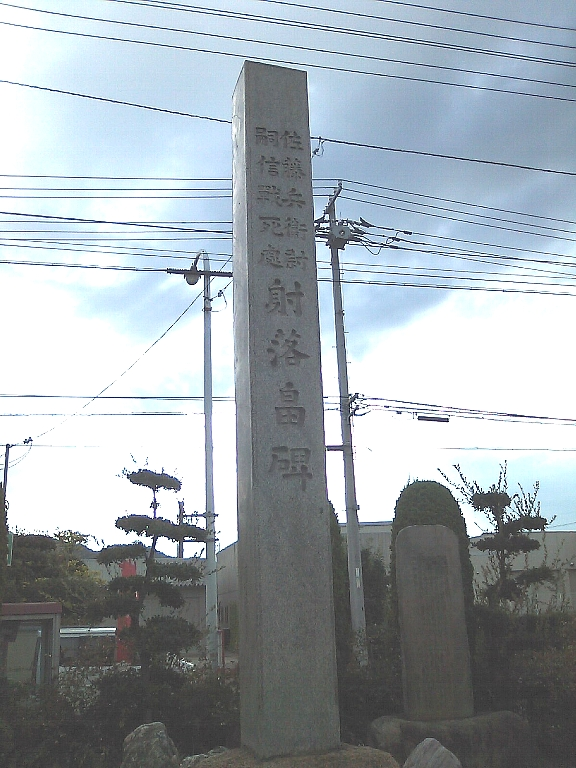
射落畠　檀ノ浦古戦場
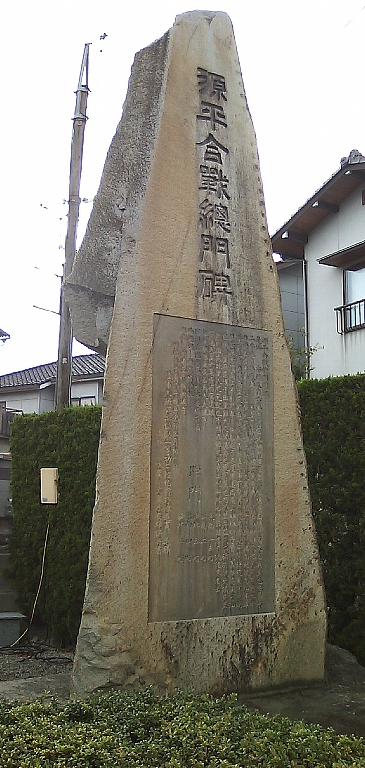
総門　檀ノ浦古戦場
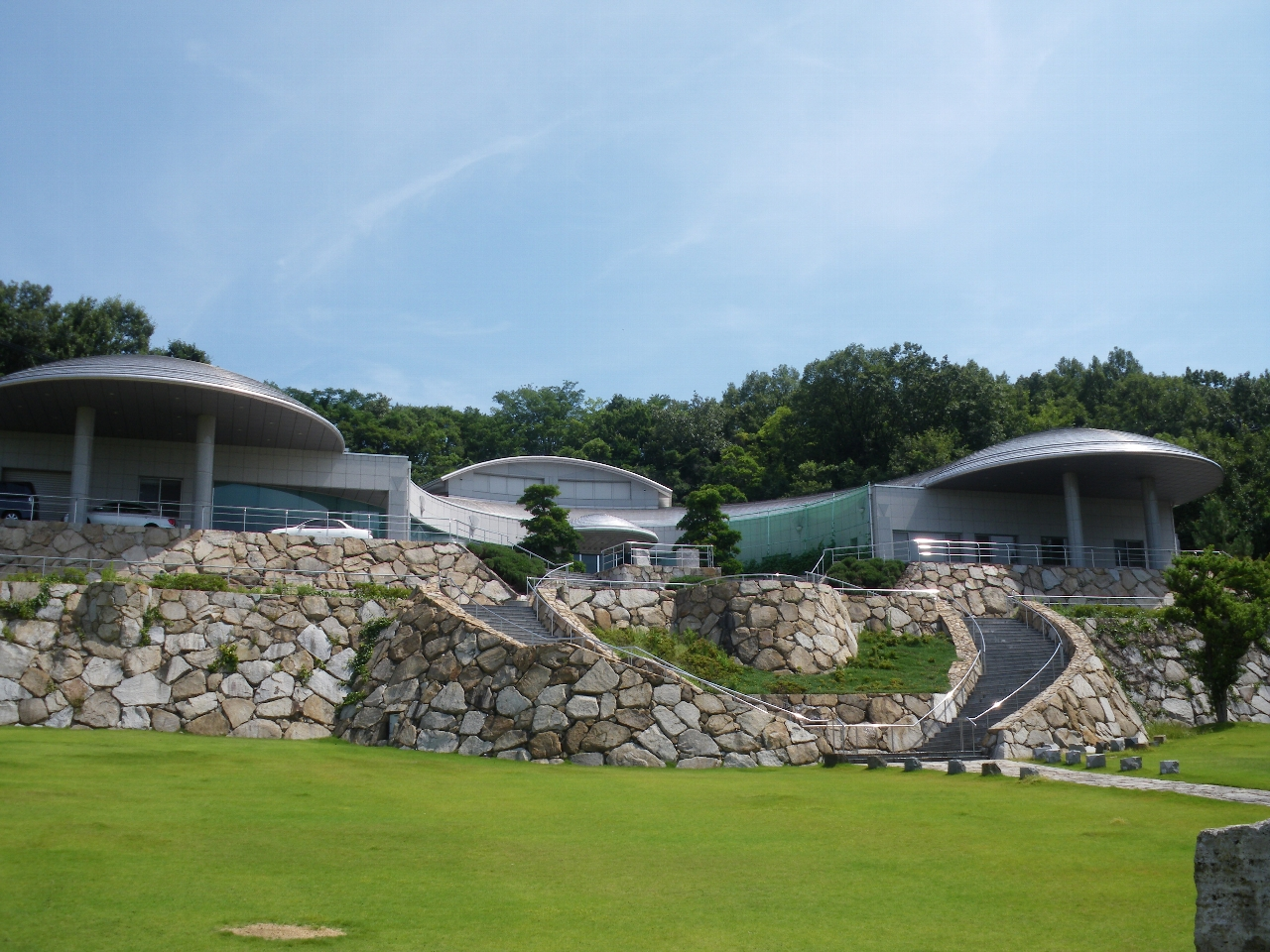
石の民俗資料館
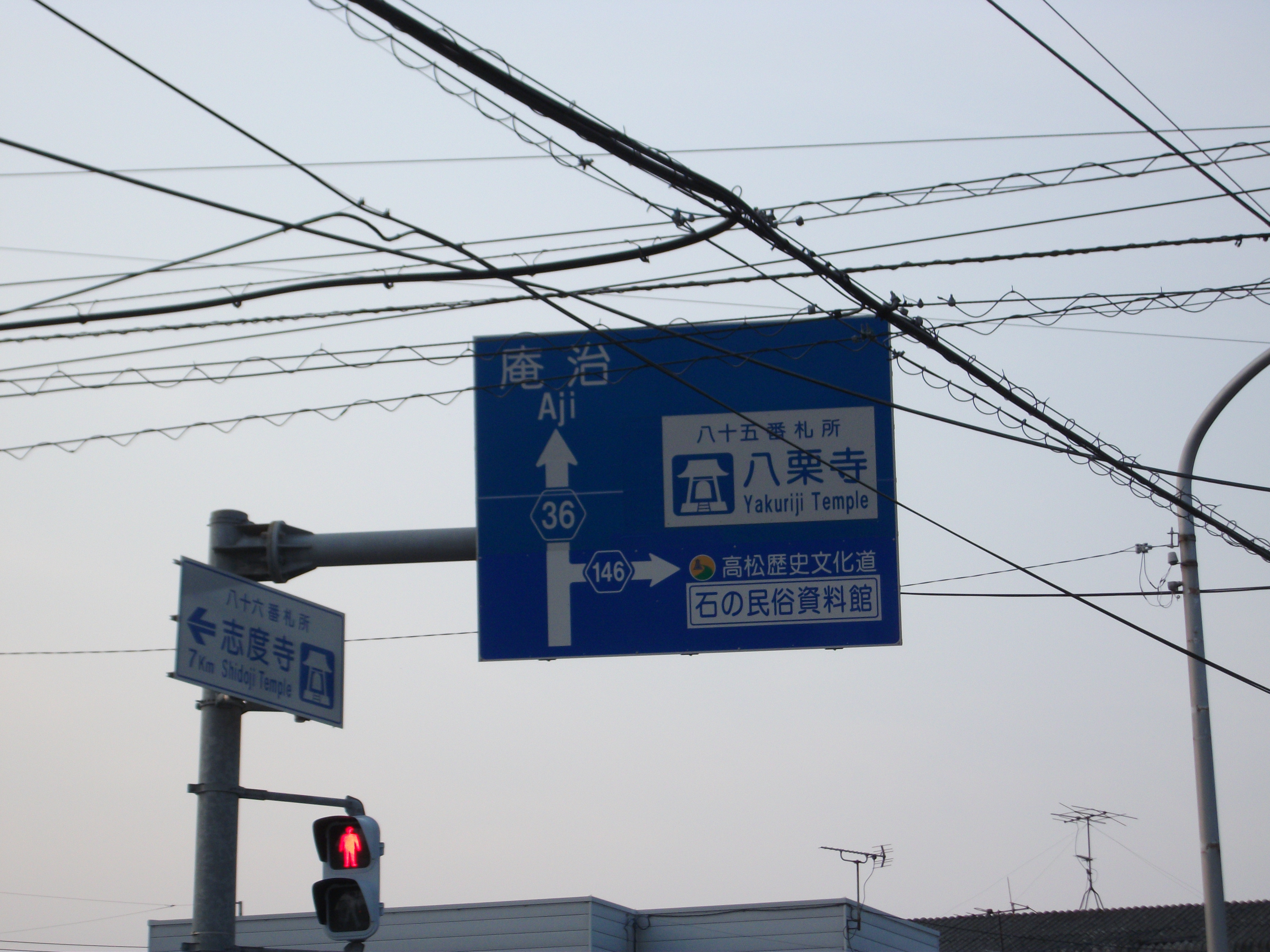
石の民俗資料館案内標識
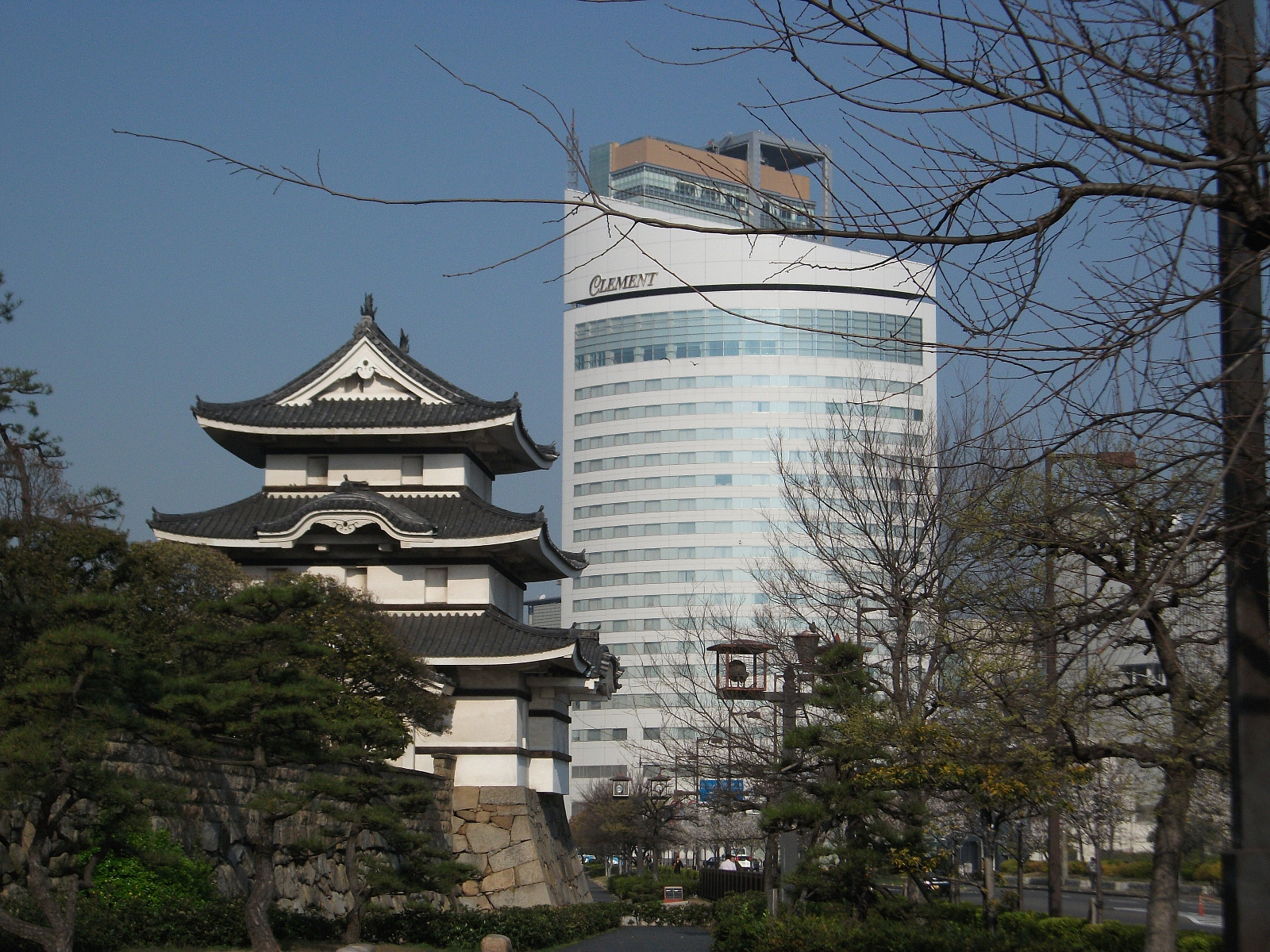
高松城跡